# Museo del Carnaval de Negros y Blancos
Das Museo del Carnaval de Negros y Blancos ist ein Karnevalsmuseum in Pasto, Kolumbien. Es widmet sich dem Karneval von Schwarzen und Weißen, einem repräsentativen immateriellen Kulturerbe der UNESCO.
Das Museum befindet sich in einem Gebäude im Centro Cultural Pandiaco an der Calle 19. Das Gebäude wurde vom Architekten Carlos Santacruz entworfen und am 9. Oktober 1950 als städtischer Schlachthof eingeweiht. Nach Stilllegung des Schlachthofes wurde das Gebäude restauriert und am 20. Dezember 2000 wurde das Karnevalsmuseum darin eingeweiht. Das Museum wird vom städtischen Kultursekretariat von Pasto betrieben. Die Dauerausstellung zeigt unter anderem Werke von Henry Pantoja, Ignacio Chicaíza, der Gebrüder Ordóñez und Piero Hidalgo.